# Elias Sogn
Elias Sogn var et sogn i Vesterbro Provsti (Københavns Stift). Sognet lå i Københavns Kommune; indtil Kommunalreformen i 1970 lå det i Sokkelund Herred (Københavns Amt). I Elias Sogn lå Eliaskirken.
Sognet med Eliaskirken indgår nu som en del af Vesterbro Sogn.